# 聯合國安全理事會第2102號決議
聯合國安全理事會第2102號決議于2013年5月2日通过。决定根据秘书长的建议，于2013年6月3日设立由秘书长特别代表领导的联合国索马里援助团（联索援助团），初步为期12个月，并打算酌情继续予以延长。具体根据索马里局势的变化再详细考虑。